# لوكاس لوبوس
لوكاس لوبوس (3 أغسطس 1981 في الأرجنتين - ) هو لاعب كرة قدم أرجنتيني في مركز الوسط. لعب مع تايجرز أونال وجيمناسيا لابلاتا ونادي تولوكا ونادي قادش.

## وصلات خارجية
- لوكاس لوبوس على موقع قاعدة بيانات كرة القدم.إي يو (الإنجليزية)
- لوكاس لوبوس على موقع Soccerway.com (الإنجليزية)
- لوكاس لوبوس على موقع AS.com (الإسبانية)